# Повіт Канра
Пові́т Ка́нра (яп. 甘楽郡, かんらぐん, МФА: [kanɾa guɴ]) — повіт в префектурі Ґумма, Японія.